# Campionati svizzeri di sci alpino 1979
Ai Campionati svizzeri di sci alpino 1979 furono assegnati i titoli di discesa libera, slalom gigante, slalom speciale e combinata, sia maschili sia femminili; oltre agli sciatori svizzeri poterono concorrere al titolo anche gli sciatori di nazionalità liechtensteinese.

## Risultati
| Specialità      | Uomini        | Donne                 |
| --------------- | ------------- | --------------------- |
| Discesa libera  | Peter Müller  | Bernadette Zurbriggen |
| Slalom gigante  | Peter Lüscher | Hanni Wenzel          |
| Slalom speciale | Paul Frommelt | Ursula Konzett        |
| Combinata       | Jacques Lüthy | Erika Hess            |